# Kamel Aouis
Kamel Aouis (en arabe : كمال عويس), né le 28 mai 1952 à Alger et mort le 8 janvier 2010 à l'aéroport de Paris-Orly, est un footballeur international algérien. Il a effectué toute sa carrière professionnelle à la JS Kabylie au poste d'attaquant. Il compte quinze sélections en équipe nationale d'Algérie .

## Biographie
Kamel Aouis était âgé de 58 ans. Il a évolué de 1972 à 1985 au sein de la JSK et compte une quinzaine de sélections en équipe nationale. Il a été sept fois champion d’Algérie et a gagné une Coupe d’Afrique des clubs champions en 1981, une Supercoupe d'Algérie en 1973, une Supercoupe Africaine en 1982 et une Coupe d'Algérie en 1977 avec la JSK. Kamel Aouis a également été champion du Maghreb avec l’équipe nationale universitaire en 1975 et médaillé d’or des jeux africains de 1978 d’Alger.

## Palmarès

### Palmarès de joueur

#### À la JSK
- Coupe d'Afrique des clubs champions (1) : Champion, 1981

- Champion d'Algérie (7): 1973, 1974, 1977, 1980, 1982, 1983 et 1985

- Coupe d'Algérie (1) :Vainqueur , 1977
- Supercoupe d'Algérie (1) :Vainqueur, 1973

- Supercoupe d'Afrique (1) :Vainqueur, 1982

#### En équipe d'Algérie
- Champion du Maghreb en 1975 avec l’équipe nationale universitaire

- Vainqueur des Jeux africains en 1978[7].

### Distinctions personnelles
- 15 sélection en équipe nationale

- International algérien de 1978 à 1979
- Premier match le 21/2/1978 :  Irak - Algérie (3-0)
- Dernier match le 8/7/1979 :  Libye - Algérie (1-0)
- Nombre de matchs joués : 15  (plus 1 matchs d'application)
- Nombre de buts marqués : 2  (plus 1 but(s) en matchs d'application)
- Participation aux Jeux Africains de 1978

## Entraîneur
Comme entraineur, Kamel Aouis entraînera divers clubs comme la JS Kabylie (six mois, entre décembre 2004 et mi-2005), l'AS Tizi-Ouzou, la JS Boukhalfa et la JS Azazga.

## Formation
Kamel Aouis est titulaire d'un diplôme d'État en techniques et équipements de filature. Il travaillait à l'ENIEM comme cadre supérieur.

## Décès
Kamel Aouis, est décédé le 8 janvier 2010, à Paris en France, souffrant d’une pancréatite.